# 熊本マリ
熊本 マリ（くまもと マリ、1964年10月15日 - ）は、日本のピアニストである。所属事務所はプロアルテムジケ。浅井企画と業務提携。

## 人物
東京都出身。5歳からピアノに親しみ、10歳で家族と共にスペインへ移り住む。

## 経歴
- 1975年よりスペイン王立マドリード音楽院でホアキン・ソリアノに師事。スペイン青少年音楽コンクール優勝。
- 1982年に奨学金を受けてジュリアード音楽院に入学し、サーシャ・ゴロニツキーに師事。
- 1985年から英国王立音楽院にてC・エルトンに師事。英国ニューポート国際音楽コンクールに入賞。ダイアナ妃より授与される。
- 1986年、同音楽院卒業後、最年少でRecital-Diplomaを授与され、帰国。
- 1991年、スペインの作曲家フェデリコ・モンポウ(1893 - 1987)のピアノ曲全集の録音を完成。
- 1993年、モンポウの伝記「ひそやかな音楽」を翻訳。同年、英国王立音楽院よりARAMを贈られる。
- 1994年、プラハでチェコ・フィルハーモニー管弦楽団とジルベスターコンサートで共演する。
- 1996年、スペインでのジャパン・ウィークでリサイタルを開催。
- 1998年、プラハでリサイタルを開催、及びヨセフ・スーク&スーク室内オーケストラと共演する。
- 1995年から2006年、毎年秋にローム・リリック・セレクションとして全国ツアーを重ねる。
- 2000年、NHK教育テレビ『芸術劇場』の「BSクラシック ピックアップ」の司会を務める。

これまでに、チェコ・フィルハーモニー管弦楽団、ヨセフ・スーク＆スーク室内オーケストラ、カイロ・オペラ・オーケストラ、ウィーン･フィルのメンバー、国内の主要オーケストラと共演。演奏活動の傍ら、テレビ・ラジオへの出演、執筆活動などもおこなっている。2008年には大阪芸術大学教授に就任し、現在は後進の指導にも取り組む。

## ディスコグラフィー
- 「モンポウ・眠れる詩人の歌」1988年
- 「マリ・プレイズ・モンポウ」1989年
- 「マリ・プレイズ・モンポウ・プレリュード集・光の窓~モンポウ・ピアノ作品集3」1990年
- 「マリ・プレイズ・モンポウ イン・ヴェネツィア~モンポウ・ピアノ作品集2」1990年
- 「マリ・プレイズ・モンポウ 4」1991年
- 「バルセロナの風~スペイン・ピアノ名曲ベスト・コレクション」 1992年
- 「バッハ:ゴルトベルク変奏曲」1993年
- 「イタリア協奏曲」1994年
- 「秘密 ~熊本マリ・モンボウ・ベスト~」1995年
- 「ブランデンブルク協奏曲第5番」 1995年
- 「Tango」1997年
- 「忘れられた調べ」1997年
- 「CARMEN」1999年
- 「"Taboo~Viva,Latin Dance!"」 2000年
- 「スペインの熱い夜/熊本マリ スペイン名曲集」2004年
- 「マジョルカ島の恋~ショパン・ノクターン集」2005年
- 「静かな音楽」2006年
- 「熊本マリのShall We Dance?」2009年
- 「鳥の歌~愛のメッセージ」 2011年
- 「日本の心、日本のメロディー ~奥村一作品集」2012年
- 「秘密 モンポウ・ベスト」 2013年

## 著書
- 『人生を幸福にしてくれるピアノの話』2008
- 『音よ、耀け―バッハからタンゴ 』1997
- 『ラ・ピアニスタ 太陽の門から 』2000
- 『薔薇よ、語って 』1996